# هبة الجعفيل
هبة الجعفيل هي مدربة كرة قدم لبنانية ولاعبة سابقة، من مواليد 7 يناير 1987، وهي أيضًا لاعبة سابقة لكرة قدم الصالات، ومثلت لبنان دوليًا في كل من كرة القدم وكرة الصالات.

## حياتها
ولدت هبة في صيدا ونشأت في حي الأوزاعي في بيروت.

## إحصائيات المهنة

### دولية
| # | تاريخ          | مكان                                  | الخصم  | نتيجة | حصيلة | مسابقة                            |
| - | -------------- | ------------------------------------- | ------ | ----- | ----- | --------------------------------- |
| 1 | 23 أكتوبر 2010 | استاد البحرين الوطني، الرفاع، البحرين | العراق | ؟ –0  | 9-0   | كأس العرب للسيدات لكرة القدم 2010 |
| 2 | 23 أكتوبر 2010 | استاد البحرين الوطني، الرفاع، البحرين | العراق | ؟ –0  | 9-0   | كأس العرب للسيدات لكرة القدم 2010 |
| 3 | 9 يونيو 2013   | استاد عمان الدولي، عمان، الأردن       | الكويت | 3–0   | 12-1  | تصفيات كأس آسيا للسيدات 2014      |

## روابط خارجية
- هبة الجعفيل على موقع Soccerway.com (الإنجليزية)